# Lethrinus xanthochilus
Lethrinus xanthochilus là một loài cá biển thuộc chi Lethrinus trong họ Cá hè. Loài cá này được mô tả lần đầu tiên vào năm 1870.

## Từ nguyên
Từ định danh xanthochilus được ghép bởi hai âm tiết trong tiếng Hy Lạp cổ đại: xanthós (ξανθός; “vàng”) và kheîlos (χεῖλος; “môi”), hàm ý đề cập đến đôi môi màu vàng nhạt của loài cá này.

## Phân bố và môi trường sống
L. xanthochilus có phân bố rộng rãi trên vùng Ấn Độ Dương - Thái Bình Dương, từ Biển Đỏ dọc theo Đông Phi trải dài về phía đông đến quần đảo Marshall, quần đảo Marquises và quần đảo Gambier, ngược lên phía bắc đến quần đảo Ryukyu, giới hạn phía nam đến Úc, Nouvelle-Calédonie và Tonga. Loài này cũng xuất hiện tại vùng biển Việt Nam, bao gồm quần đảo Hoàng Sa.
L. xanthochilus sống gần các rạn san hô và trong đầm phá, trên nền đáy cát và thảm cỏ biển, độ sâu đến ít nhất là 150 m.

## Mô tả
Chiều dài cơ thể lớn nhất được ghi nhận ở L. xanthochilus là 70 cm. Thân có màu xám phớt vàng, lốm đốm các vệt đen. Môi màu vàng nhạt, môi trên sẫm hơn. Có một đốm đỏ ở gốc trên của vây ngực. Các vây màu xanh lam xám, rìa vây lưng và vây đuôi hơi ửng đỏ.
Số gai ở vây lưng: 10 (gai thứ 3 thường dài nhất); Số tia vây ở vây lưng: 9; Số gai ở vây hậu môn: 3; Số tia vây ở vây hậu môn: 8; Số tia vây ở vây ngực: 13; Số vảy đường bên: 47–48.

## Sinh thái
Thức ăn của L. xanthochilus chủ yếu là động vật giáp xác, động vật da gai và cá nhỏ.
Như hầu hết các loài cá, L. xanthochilus cũng là vật chủ của nhiều loài ký sinh, trong đó có một loài mới được mô tả từ L. xanthochilus là sán lá đơn chủ Calydiscoides euzeti.

## Thương mại
L. xanthochilus chủ yếu được đánh bắt thủ công, đôi khi thịt của chúng có thể gây ngộ độc ciguatera ở quần đảo Marshall.